# Волдемарс Акуратерс
Волдемарс Акуратерс (латис. Voldemārs Akurāters; *15 травня 1921, Куритиба — †17 січня 1976, Рига) латвійський актор.

## Біографія
Народився 15 травня 1921 в бразильському місті Куритиба, в родині шкільних вчителів. Його батько, Петеріс Акуратерс — рідний брат поета Яніса Акуратерса, зі своєю сім'єю емігрував до Бразилії, так як був заочно засуджений до смерті за активну участь у революційних подіях 1905. У Бразилії ж, де він жив під ім'ям Адамс Вербіцкас, зустрів Марію Кухарску, вдову польського походження, матір трьох дітей. У їхньому шлюбі народилося двоє синів, Яніс і Волдемар, і дочка Ванда. У Латвію вони повернулися тільки в 1928.
Навчався у 2-й Даугавпілсській гімназії (1937-1940), в акторській студії Народного театру (1942-1944). Був покликаний в німецьку армію (1944), був в полоні, після повернення з Москви (1945-1946) закінчив акторську студію Драматичного театру імені А. Упита (1948).
Актор драматичного театру ім. А. Упита (1947-1948) і Лієпайського музично-драматичного театру (1949-1951). Був заарештований і засланий до Сибіру (1951). Після заслання — актор Валміерського драматичного театру (1955-1957) і Драматичного театру ім. А. Упита (1957-1966).
Багато знімався в кіно в різнопланових ролях.

## Особисте життя
У першому шлюбі з мистецтвознавицею Лівією Акуратере, до шлюбу Печака (латис. Līvija Pečaka), народилися двоє дітей — Іева (співачка Іева Акуратере) і Мартиньш. Вдруге був одружений з письменницею Дагнією Зігмонте.
Помер 17 січня 1976 в Ризі. Похований на цвинтарі Райніса.

## Творчість

### Ролі в театрі

#### Народний театр
- 1943 — «Гаспароне» Карла Міллекера — Губернатор
- 1943 — «Золото» Софії Кімантайте — Казимир Бучкіс

#### Лієпайський музично-драматичний театр
- 1949 — «Мірандоліна» Карло Гольдоні — Ріпафрат
- 1949 — «Син рибалки» за романом Віліса Лациса — Фредіс
- 1950 — «Багато галасу даремно» Вільяма Шекспіра — Бенедикт

#### Валміерський драматичний театр
- 1955 — «Привиди» Генріка Ібсена — Освальд
- 1956 — «Гедда Габлер» Генріка Ібсена — Левборг
- 1957 — «Безіменна зірка» Михаїла Себастіяна — Учитель

#### Драматичний театр імені А. Упита
- 1957 — «Недалеко від Гауі» Яніса Анерауда — Карліс Стабулніекс
- 1958 — «Рига» Аугуста Деглава — Бернхард
- 1958 — «Третя патетична» Миколи Погодіна — Лавруха
- 1959 — «Третє слово» Алехандро Касона — Хуліо
- 1960 — «Урієль Акоста» Карла Гуцкова — Бен Іохан
- 1960 — «Чайка» А. П. Чехова — Тригорин
- 1962 — «Мені тридцять років» Петеріса Петерсона — Тор
- 1963 — «Маленькі трагедії» — О. С. Пушкіна — Дон Карлос
- 1964 — «Дванадцята ніч» Вільяма Шекспіра — Фесті
- 1966 — «Золотий хлопчик» Кліффорда Одетса — Роксі Готліб

## Фільмографія
- 1960 — Повість полум'яних літ — Шредер
- 1960 — На порозі бурі — Прамніек
- 1965 — Двоє — режисер
- 1966 — Гра без нічиєї — археолог
- 1966 — Східний коридор — Баум
- 1967 — Подвиг Фархада — інженер
- 1967 — Запам'ятаємо цей день — англійський офіцер
- 1968 — Один шанс із тисячі — фон Бюлов
- 1968 — Мертвий сезон — розвідник
- 1970 — Слуги диявола — Розенкранц
- 1970 — П'ятірка відважних — Йоганн Клем
- 1971 — Остання справа комісара Берлаха — Венцель, наступник Берлаха
- 1971 — Зухвалість
- 1972 — Слуги диявола на чортовому млині — Розенкранц
- 1972 — Хроніка ночі — пан з півдня
- 1972 — Звільнення — Вільям Стюарт